# Улица Ленина (Советск)
Улица Ленина — основная транспортная магистраль в центральной части города Советска. Возникла в 19 веке. Названа в честь Владимира Ильича Ленина. Застройка улицы преимущественно старинная, немецкими зданиями довоенной эпохи.

## Достопримечательности
- Памятник Ленину
- Памятник велосипедам
- Вилла Франка
- Евангелическо-лютеранская кирха Креста
- Памятная доска литовскому философу Видунасу (демонтирована в 2022 году)[1]

## Расположение улицы
Начинается улица от площади Ленина. Переходит в улицу Калининградское шоссе.  Улица движется с севера на юг. Пересекает улицы:
- Луначарского
- Интернациональная
- Смоленская
- 9 Января
- Рабочая
- Ломоносова
- Искры
- Парковая
- Пятницкого
- Фурманова
- Пер. Космонавтов
- Тургенева
- Алексея Толстого

## Транспорт
Маршрут автобусов №1, №2, №4, №6

## Галерея

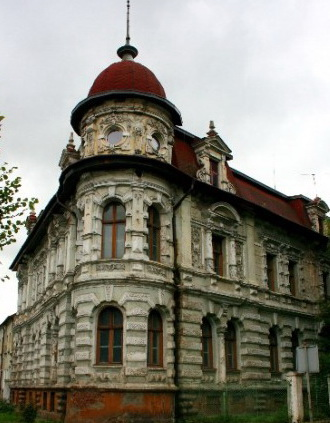
Вилла Франка
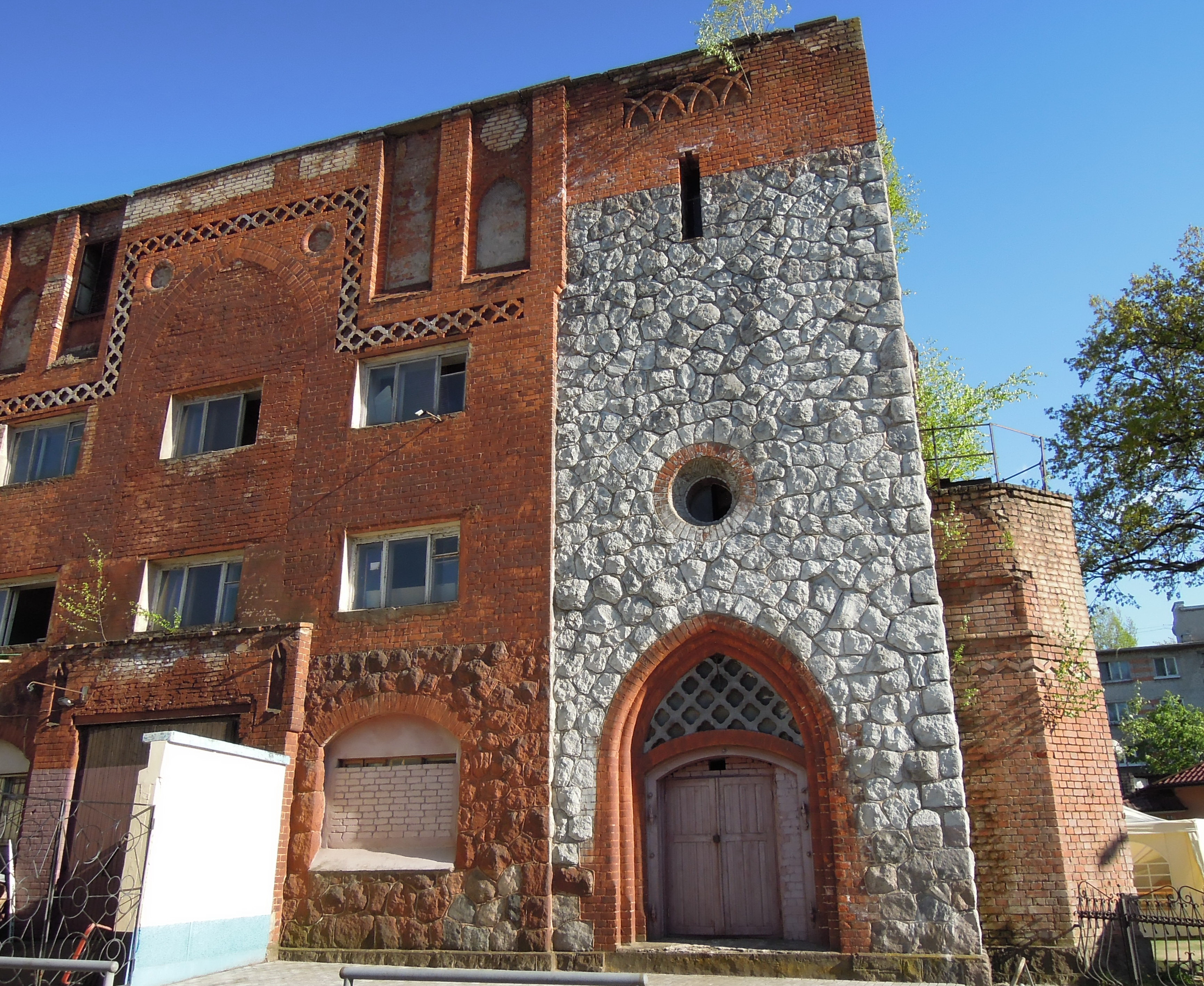
Евангелическо-лютеранская кирха Креста
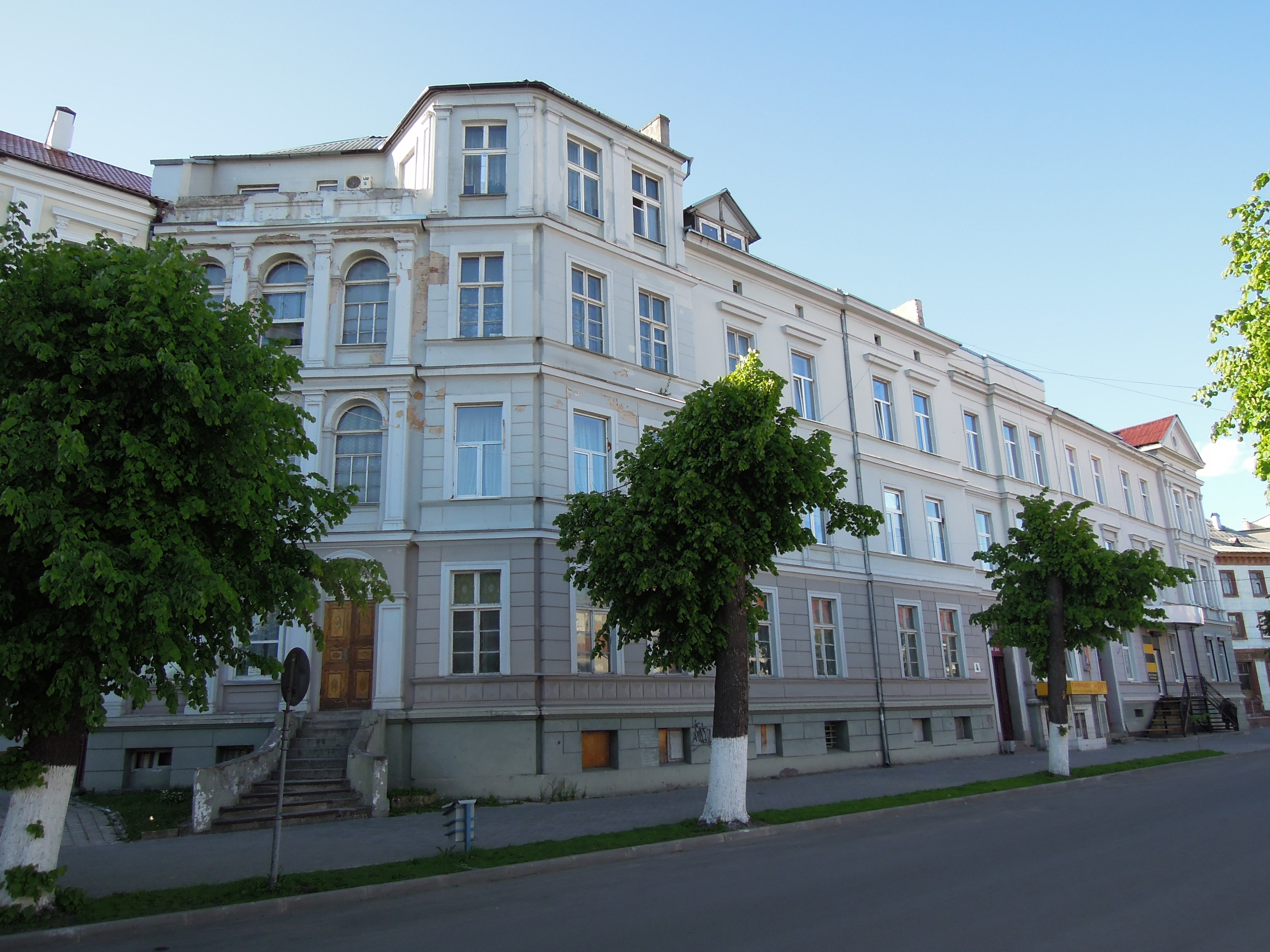
Улица Ленина
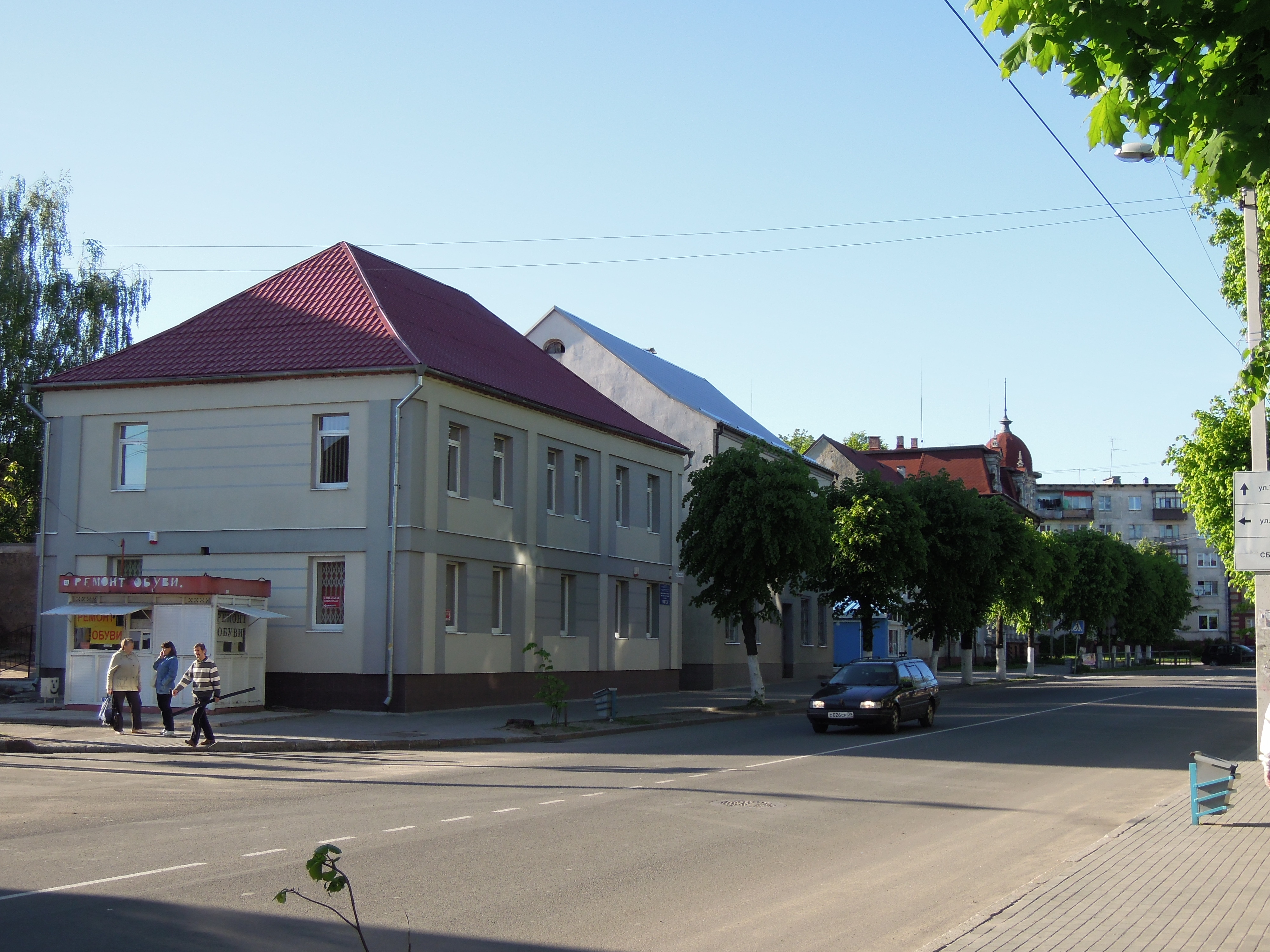
Улица Ленина
Памятник велосипедам
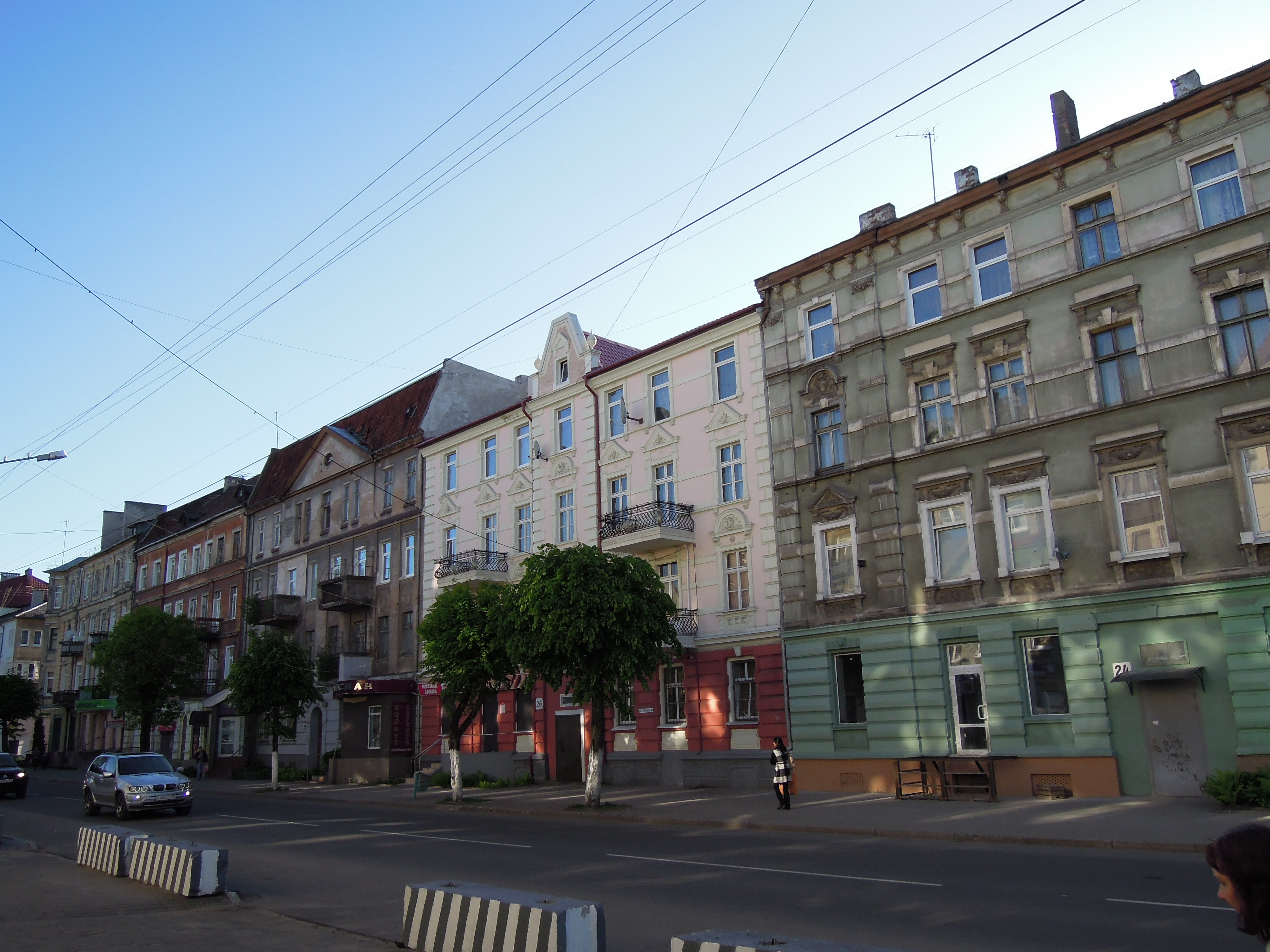
Старинные дома на улице Ленина
Памятная доска литовскому философу Видунасу
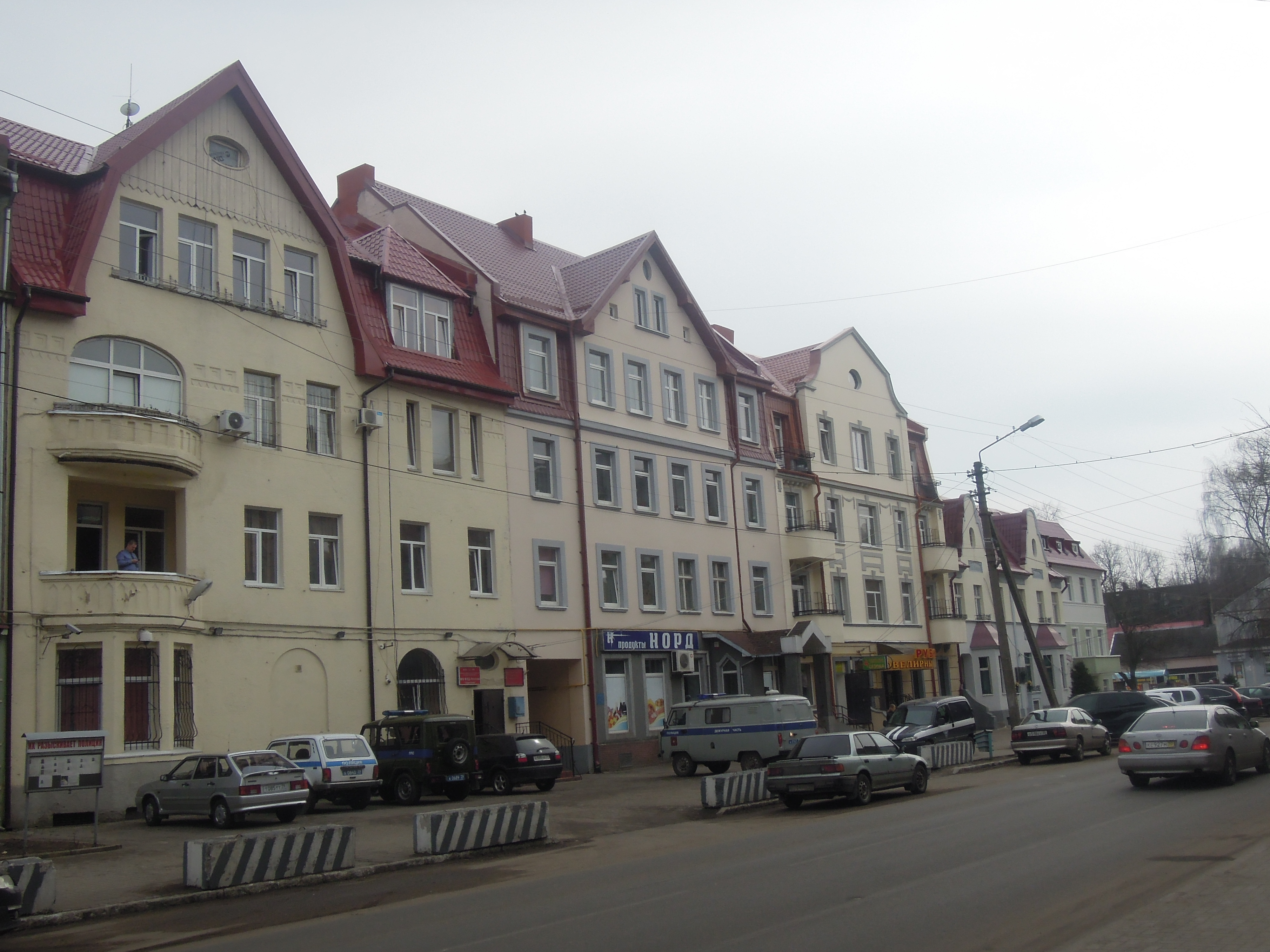
Отреставрированные дома на улице Ленина